# Pilocrocis albida
Pilocrocis albida là một loài bướm đêm trong họ Crambidae.